# Mathias Flückiger
Mathias Flückiger (Berna, 27 de setembre de 1988) és un esportista suís que competeix en ciclisme de muntanya en la disciplina de cross-country olímpic.
Va guanyar tres medalles en el Campionat Mundial de Ciclisme de Muntanya entre els anys 2012 i 2020, i una medalla de bronze en el Campionat Europeu de Ciclisme de Muntanya de 2020.

## Palmarès internacional
| Campionat Mundial | Campionat Mundial             | Campionat Mundial | Campionat Mundial     |
| Any               | Lloc                          | Medalla           | Competició            |
| ----------------- | ----------------------------- | ----------------- | --------------------- |
| 2012              | Leogang/Saalfelden ( Àustria) | 3                 | Cross-country olímpic |
| 2019              | Mont-Sainte-Anne ( Canadà)    | 2                 | Cross-country olímpic |
| 2020              | Leogang ( Àustria)            | 2                 | Cross-country olímpic |
| Campionat Europeu |                               |                   |                       |
| Any               | Lloc                          | Medalla           | Competició            |
| 2020              | Monteceneri ( Suïssa)         | 3                 | Cross-country olímpic |